# آینه (فیلم ۱۹۹۳)
آینه (به هندی: Aaina) فیلمی محصول سال ۱۹۹۳ و به کارگردانی دیپاک سارین است. در این فیلم بازیگرانی همچون جوهی چاولا، جکی شروف، آمریتا سینگ، دیپاک تیجوری، سعید جعفری ایفای نقش کرده‌اند.